# Village troglodytique de Barry
Le Village troglodytique de Barry ou aussi appelé du Barry est un ancien village situé dans le département du Vaucluse, en région Provence Alpes Côte d’Azur.

## Géographie
Le village troglodytique de Barry est un site qui se situe à l'entrée de la Provence, entre Bollène, Saint-Restitut et Saint-Paul-Trois-Châteaux. Le village situé à flanc de rocher, plein sud, surplombe la centrale nucléaire du Tricastin.

## Histoire
Barry est un village très ancien, marqué par de nombreuses époques et dont les premières traces remontent à la Préhistoire.
Des outils et armes en silex taillé ont été retrouvés sur les pentes du site de Barry, notamment des couteaux en silex brun, des pointes de flèche en silex blond et des galets de polissage.
Puis en 390 avant J.C, le village de Barry est occupé par la tribu celte des Tricastini qui ont connu leur apogée au Ier siècle av. J.-C.  et IIe siècle av. J.-C. (avant l'arrivée des Romains). C'est la période durant laquelle le commerce va se développer, on le voit notamment avec la monnaie massaliote qui est retrouvée sur le champ des médailles du site de Barry.
À la suite de cela en 123 avant J.-C., le village de Barry est conquis et occupé par les Romains qui vont profondément changer la région, notamment avec la construction d’un oppidum, des postes de guet ainsi que des aménagements défensifs dont il reste des traces : des remparts d’enceinte qui subsistent sur la falaise. Le passage des Romains est également démontré grâce à des fragments de plaques de marbre, qui sont des cadastres romains de la cité d’Orange, trouvés en 1954 et conservés au musée d’Orange, sur lesquels on retrouve le site de Barry et le nom des Tricastini.
L’histoire de Barry se poursuit au IVe siècle, avec l’invasion de barbares qui va forcer le repli vers les structures romaines, dans les hauteurs et va débuter la création du village médiéval de Barry. L’histoire du village troglodytique de Barry se poursuit au IXe siècle, où le village s’établit et son château est créé (il a pour particularité  de posséder des archères triples qui permettaient à trois archers de tirer par une seule et unique fente et sur un angle plus large).
Au XIIIe siècle, avec la guerre des Albigeois, le site de Barry se retrouve partagé entre le Dauphiné du Nord et la Papauté du Sud, frontière marquée par des bornes de pierres dont certaines sont encore en place entre Saint-Paul-Trois-Châteaux et Bollène. S'ensuit, aux XIVe siècle et XVe siècle, l'organisation du village, après la destruction du château, notamment la construction de remparts, de la chapelle Saint-André et l'aménagement de protections, le tout regroupé sur la partie sud du plateau, accessible uniquement la journée. Le XVIe siècle va également permettre au village de se développer et de connaître un essor économique important, grâce à la molasse du massif de Barry, qui est une pierre très appréciée. Cela va créer une organisation sociale dans le village : les hommes sont chargés de l'extraction de la pierre, de son transport mais aussi des gros travaux agricoles pendant que les femmes et les enfants s'occupent des travaux légers sur les cultures, de l'entretien de la maison et du soin des bêtes. Cet essor établit une hiérarchie sociale dans le village et le développement des habitats troglodytes au détriment des habitats médiévaux.

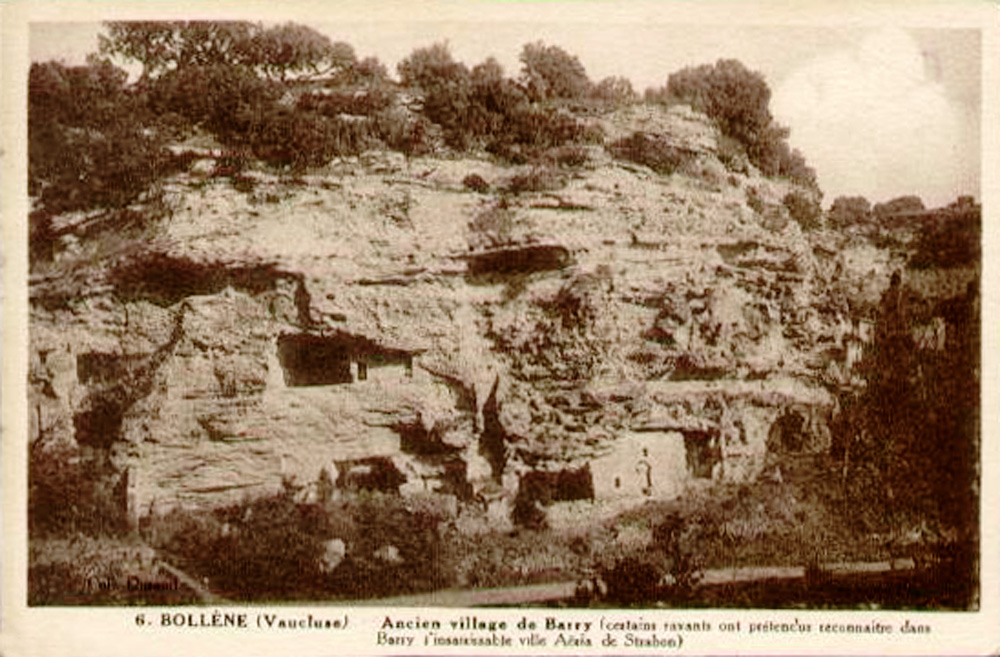
Ancien village de Barry

Puis au XIXe siècle, c'est le début du déclin du village de Barry avec le début de l'ère industrielle et l'apparition des machines à vapeur. Cela va mener à un exode vers les villes alentour de Bollène, Saint-Paul-Trois-Châteaux et Saint-Restitut. Cela va cependant permettre le développement d'une nouvelle pratique : l'élevage de ver à soie. Une pratique répandue dans le village de Barry, qui porte encore ces marques à l'intérieur de certaines maisons : caractérisées par des petits trous à intervalles réguliers dans les murs, afin de les nourrir et de permettre leur élevage.
Au cours du XIXe siècle, le site de Barry va connaître un exode qui va rendre le village inhabité au cours du temps. Le dernier habitant connu du village troglodytique, est un ermite, Joachim Tauleigne. Vivant dans une maison comportant uniquement un lit, un évier dans la pierre, un four à pain et une source à proximité. Il cultivait le ver à soie, faisait pousser ses propres légumes et possédait un élevage de chèvres et un bouc. Joachim Tauleigne y a vécu jusqu'à sa mort en 1976, malgré des problèmes de santé et une infirmière qui montait lui faire des soins, car il lui était impossible de descendre. Barry est inhabité depuis ce temps-là.

## Protection et sauvegarde

### Loto du Patrimoine
Le village troglodytique de Barry est tiré au sort pour participer à la mission de Stéphane Bern pour la restauration du patrimoine en 2018 pour la région Provence-Alpes-Côte d'Azur. Dans le but de sauvegarder le site et sa mémoire ainsi que de le sécuriser pour ses visiteurs.
La somme d’argent récoltée lors du loto du patrimoine pour le site de Barry s’élève à 198 000 euros et les travaux de préservation du patrimoine sont annoncés pour débuter en janvier 2023.

### Associations
Deux associations pour la  préservation du village troglodytique de Barry ont été créées depuis les années 1970.
La première : « Les Amis de Barry » en 1977/1978 qui a mené, pendant près de 20 ans, des actions, des campagnes de restauration sur une dizaine d'habitats troglodytes.
Puis, Barry-Aeria, la seconde association à but non lucratif, créée en 2001 et toujours active aujourd'hui. Elle est reconnue d'intérêt général depuis septembre 2018 et mène de nombreuses actions, notamment avec de la sensibilisation à travers des articles et la parution de livres. Des actions plus concrètes sont également mises en place comme le nettoyage du site avec l'aide de bénévoles, comme cela a été le cas pour le nettoyage de la grotte aux meules effectué  par une cinquantaine de volontaires.